# Torneio Madeira Autonomia
O Torneio Madeira Autonomia  é um torneio internacional de futebol jogado na pré-época e realizado anualmente na cidade portuguesa do Funchal. É um torneio quadrangular por eliminatórias. O torneio teve a primeira edição em 1980, contando ao longo das suas edições com diversas equipas estrangeiras como o Real de Antuérpia, o Newcastle, a Las Palmas, o Vasco da Gama, o Flamengo, a Portuguesa de Desportos e o Veracruz. Desde 2003 que o torneio não se realiza.

## Edições
| Ano  | País     | Clube                   |
| ---- | -------- | ----------------------- |
| 1980 | Bélgica  | Royal Antwerp           |
| 1981 | Brasil   | Vasco da Gama           |
| 1982 | Portugal | CD Nacional             |
| 1983 | Portugal | CS Marítimo             |
| 1984 | Portugal | CS Marítimo             |
| 1985 | Portugal | CS Marítimo             |
| 1986 | Espanha  | Las Palmas              |
| 1987 | Portugal | CS Marítimo             |
| 1988 | Brasil   | Portuguesa de Desportos |
| 1989 | Portugal | CS Marítimo             |
| 1990 | Portugal | CS Marítimo             |
| 1991 | Portugal | CS Marítimo             |
| 1992 | Portugal | CS Marítimo             |
| 1993 | Portugal | CF União                |
| 1994 | México   | CDTR Veracruz           |
| 1995 | Portugal | CD Nacional             |
| 1996 |          | Não houve               |
| 1997 | Portugal | CF União                |
| 1998 | Portugal | CS Marítimo             |
| 1999 | Portugal | CF União                |
| 2000 | Portugal | CD Nacional             |
| 2001 | Portugal | CS Marítimo             |
| 2002 | Portugal | CS Marítimo             |
| 2003 | Portugal | CS Marítimo             |

## Número de vitórias
| País     | Clube                   | Vitórias |
| -------- | ----------------------- | -------- |
| Portugal | CS Marítimo             | 12       |
| Portugal | CF União                | 3        |
| Portugal | CD Nacional             | 3        |
| Bélgica  | Royal Antwerp           | 1        |
| Brasil   | Vasco da Gama           | 1        |
| Espanha  | Las Palmas              | 1        |
| Brasil   | Portuguesa de Desportos | 1        |
| México   | CDTR Veracruz           | 1        |